# Babi
Babi（ばび、1986年4月29日 - ）は、日本の作曲家である。岩手県出身。神奈川県在住。室内楽調のコンテンポラリーな音づくりを主に制作。色・食べ物・出来事・音楽・植物・昆虫・感情などの観察をしつつ、いろいろな曲に日記の様に落とし込む。また、数多くの国内外のテレビCM音楽・ゲームミュージック・コレクションの音楽・映像作品や展示の為の音楽などを制作。

## 来歴
2009年、昭和音楽大学作曲学科サウンドプロデュースコース卒業。
J-WAVE、Myspaceの共同制作ラジオ番組『RADIO×SPIDER』、コンテンポラリー・ダンサー森山開次のゲストの回に出演。J-WAVE、『RADIO SAKAMOTO』のオーディション♯36回にノミネートされる。 
2010年に『RADIO SAKAMOTO』のオーディション♯38回、♯40回など複数回ノミネート、同番組のオンエア常連となる。2月、『RADIO SAKAMOTO』の番組宣伝に「あまのじゃく」が使われた。横浜みなとみらい21地区、富士ゼロックスR&Dスクエアの説明VTR音楽・効果音を担当。 
2011年、はるやま商事TVCM、新垣結衣「始まりの日篇」の音楽を担当。同年、アルバム「6色の鬣とリズミカル」が配信サイトOTOTOYでチャート1位になる。現在、多くのCM音楽を手がける傍ら、美島豊明とプロジェクト、ライブ活動を精力的に行っている。 

## ディスコグラフィー
CD
- 2011年 album『6色の鬣とリズミカル』
- 2013年 album『Botanical』
- 2014年 okiokogu CD BOOK 音楽担当
- 2016年 S/S GATEAU GATÉ/ガトー・ガテ 音楽担当

MV
- 『owl』 dir/ph:島田大介 HM:高城裕子
- 『ファンシー魔女』 dir: Eri Sawatari

### CM等
- 2010年 横浜市みなとみらい21地区「富士ゼロックスR&Dスクエア」の説明VTR音楽・効果音
- 2011年 haruyama”commercial film” はるやま商事VCM/新垣結衣 「始まりの日篇」音楽担当
- 2012年
  - アピタ30th Anniversary TVCM音楽担当
  - アットホーム「クラソア」TVCM音楽担当
  - 森永乳業「パルテノ」TVCM音楽担当 他
- 2013年～
  - HONDA「Road Movie」音楽担当
  - ポケラボ「運命のクランバトル」音楽担当
  - 花王「リセッシュ 寝汗・おそうじの仕上げに‐中川翔子‐」音楽担当
  - ガスト「ガストン」音楽担当
  - クラシエ「いち髪 うるおウンガ‐堀北真希‐」音楽担当
  - 三井アウトレットパーク 「レッツシリーズ等 ‐ローラ‐」音楽担当
  - パナソニック 「ディーガプラス」音楽担当
  - ロッテ「ガーナチョコクッキーサンド‐武井咲‐」音楽担当
  - ベルメゾン「HotCott ‐小西真奈美‐」音楽担当
  - ソフィー「長時間吸収スリム ‐夏菜‐」音楽担当
  - リカルデント「プチメンテ ‐竹内結子‐」音楽・エンディングキャッチフレーズ歌担当
  - ロッテ「pucoo‐長澤まさみ‐」音楽担当
  - 花王「キッチン泡ハイター」音楽担当
  - 大正製薬「リポビタンフィール‐杏‐」音楽担当
  - 資生堂「花椿スペシャルムービーVOYAGE x LIGHTS x FASHION by Viviane Sassen」音楽担当
  - イオン「カジタク」音楽・歌・ナレーション担当
  - KDDI「au もしもしケータイ もしものケータイ～震災時知っておきたい10の事」効果音・音楽担当
  - 明治「果汁グミ‐石原さとみ‐」音楽担当
  - freee「全自動の確定申告クラウド会計ソフト Freee」音楽担当
  - キユーピー「彩りプラス ふれふれ、サラダ。‐チェルシー舞花 細谷理沙 岩渕加恵、江藤遼 山岸ゆりは‐」音楽担当
  - ユニクロ 「ユニクロジーンズ」音楽担当
  - KOSE「肌極‐上戸彩‐」音楽担当
  - ポッカサッポロ「Green shower‐桐谷美玲‐」音楽担当
  - 日本硝子「真空ガラス スペーシア」音楽担当
  - ハーゲンダッツ「スペシャルムービーSTRESS FREE EXPERIENCE」音楽担当
  - 花王「メリーズパンツ」音楽・エンディングキャッチフレーズ歌担当
  - マキアージュ「スノービューティー Ⅱ × 装苑 ショートフィルム 第2弾「雪姫の朝」効果音・音楽担当
  - SAMANSA MOS「2015 Spring/Summer/Auumun/winter collection用ムービー」音楽担当
  - 花王「ビオレ マシュマロホイップ‐本田翼‐」音楽担当
  - 日本生命「どっちも!‐綾瀬はるか‐」音楽担当
  - 金鳥 「蚊取り線香‐藤原竜也‐」音楽担当
  - 森永乳業「ラクトフェリンヨーグルト」音楽・歌担当
  - カゴメ「野菜生活100‐宮崎あおい‐」音楽担当
  - エッソモービル・ゼネラル「エクスプレスウォッシュ紹介ムービー」音楽担当
  - 乃木坂46 生田絵梨香ムービー「生田絵梨香と○○○」効果音担当
  - パナソニック「公式ムービー ネムリ家電 目覚めのあかり搭載LEDシーリングライト篇」効果音・音楽担当
  - ユニ・チャーム「シルコットウェット」音楽・エンディングキャッチフレーズ歌担当

等